# Tamás Kásás
Tamás Kásás (né le 20 juillet 1976 à Budapest) est un joueur de water-polo hongrois. Il est le fils du joueur de water-polo Zoltán Kásás.
Joueur de l'équipe de Hongrie de water-polo masculin , il est champion olympique aux Jeux olympiques d'été de 2000, aux Jeux olympiques d'été de 2004  et aux Jeux olympiques d'été de 2008. Il est sacré champion du monde en 2003.